# Introbio
Introbio est une commune italienne de la province de Lecco, dans la région Lombardie, en Italie.
Dom Giorgio De Capitani a exercé les fonctions pastorales à la paroisse d'Introbio de 1963 à 1966.

## Géographie
La cascade de Troggia, avec une chute de 100 mètres, se trouve juste au-dessus d'Introbio, sur le cours de la Troggia.

## Administration
| Période                                  | Période | Identité | Étiquette | Qualité |
| ---------------------------------------- | ------- | -------- | --------- | ------- |
|                                          |         |          |           |         |
| Les données manquantes sont à compléter. |         |          |           |         |

### Communes limitrophes
Barzio, Gerola Alta, Pasturo, Premana, Primaluna, Valtorta.

## Personnalités liées
- Felice Tantardini (1898-1990), né à Introbio, religieux, missionnaire laïc en Birmanie, vénérable.